# Gustav Åkerman
Karl Gustav "Gugge" Åkerman, född 20 oktober 1901 i Stockholm, död 24 maj 1988, var en svensk militär (generallöjtnant).

## Biografi
Åkerman var son till generallöjtnant Joachim "Jockum" Åkerman och Martina Björnstjerna samt bror till Richard (Riri) Åkerman och Oscar (Ocke) Åkerman. Han blev fänrik vid Göta livgarde (I 2) 1923, kapten i generalstaben 1936, var lärare vid Krigshögskolan 1938–1941 och tjänstgjorde vid Älvsborgs regemente (I 15) 1941. Åkerman blev major i generalstabskåren 1942, var stabschef vid V. militärområdet 1942–1944 och åter lärare vid Krigshögskolan 1944–1947. Han blev överstelöjtnant 1945 och tjänstgjorde vid Svea livgarde (I 1) 1947. Han blev överste 1950 och var chef för Älvsborgs regemente (I 15) 1951–1956. Åkerman var därefter inspektör för pansartrupperna 1956–1957, blev generalmajor 1957 samt var chef för Arméstaben och generalstabskåren 1957–1961.
Åkerman var militärbefälhavare för IV. militärområdet 1961–1967, överkommendant i Stockholm 1961–1967, militärbefälhavare för Östra militärområdet 1966–1967, blev generallöjtnant 1966 och var förste adjutant och chef för Gustav VI Adolfs stab 1969–1973. Han var även militär medarbetare i Social-Demokraten 1940–1942 och Borås Tidning 1942–1945, ordförande i Armémusei vänner 1960–1976 och Sveriges militära idrottsförbund 1958–1967. Åkerman blev ledamot av Kungliga Krigsvetenskapsakademien 1948.
Åkerman gifte sig 1925 med Clary Magnusson (1904–1973), dotter till direktör Karl Magnusson och Gerda Hasselgren. Han var far till Gerd (född 1927) och Lars (född 1932). Åkerman avled den 24 maj 1988 och gravsattes den 20 oktober 1988 på Norra begravningsplatsen i Stockholm.

## Utmärkelser
Åkermans utmärkelser:
- Kommendör med stora korset av Svärdsorden, 6 juni 1964.[4]

- Kommendör av första klassen av Svärdsorden
- Riddare av Vasaorden